# Мечеть Махмуда аль-Курді
Мечеть Махмуда аль-Курді (араб. مسجد الكردي, також відома як мечеть Джамаль ад-Дін Махмуд аль-Істадар (араб. مسجد جمال الدين محمود الاستادار) — історична мечеть у Каїрі, Єгипет. Заснована еміром, відомим під ім'ям Махмуд аль-Курді, який обіймав посаду устадара або мажордома при мамлюцькому султані Баркуку. Розташовується трохи на південь від Касаби Радвана-бея (або вулиці наметів), яка є відгалуженням від вулиці Ахмада Махера, в історичному Каїрі, в районі Ель-Дарб ель-Ахмар.

## Історія
Будівництво завершено в 1395.
Реставраційні роботи під керівництвом Міністерства у справах старожитностей Єгипту тривали у 1979-2004. Згодом мінарет покритий штукатуркою білого кольору.

## Архітектура
Ця невелика мечеть має кілька чудових особливостей. Її купол є одним із найраніших кам'яних куполів, які були прикрашені горизонтальним шевронним кам'яним візерунком. Цей стиль замінив цегляні та гіпсові ребра, характерні для таких куполах до XIV століття. Купол стоїть на барабані із вісьмома вікнами. Мінарет примітний своєю округлою формою, незвичайною для цього періоду і набула широкого поширення пізніше в османській архітектурі. Кожен фасад, віконна рама і двері мечеті Махмуда аль-Курді мають оригінальні написи та прикраси. Металеві двері мечеті відрізняються чудовою майстерністю їх творців, маючи геометричні зоряні візерунки та арабесковий різьблений орнамент по всій своїй поверхні. У внутрішньому просторі храму розташовані два айвани, воно також примітне своєю схожістю з ка'а (прийомною залою в домашній або палацовій архітектурі), що, можливо, вказує на те, що мечеть була перебудована з дому.

## Галерея

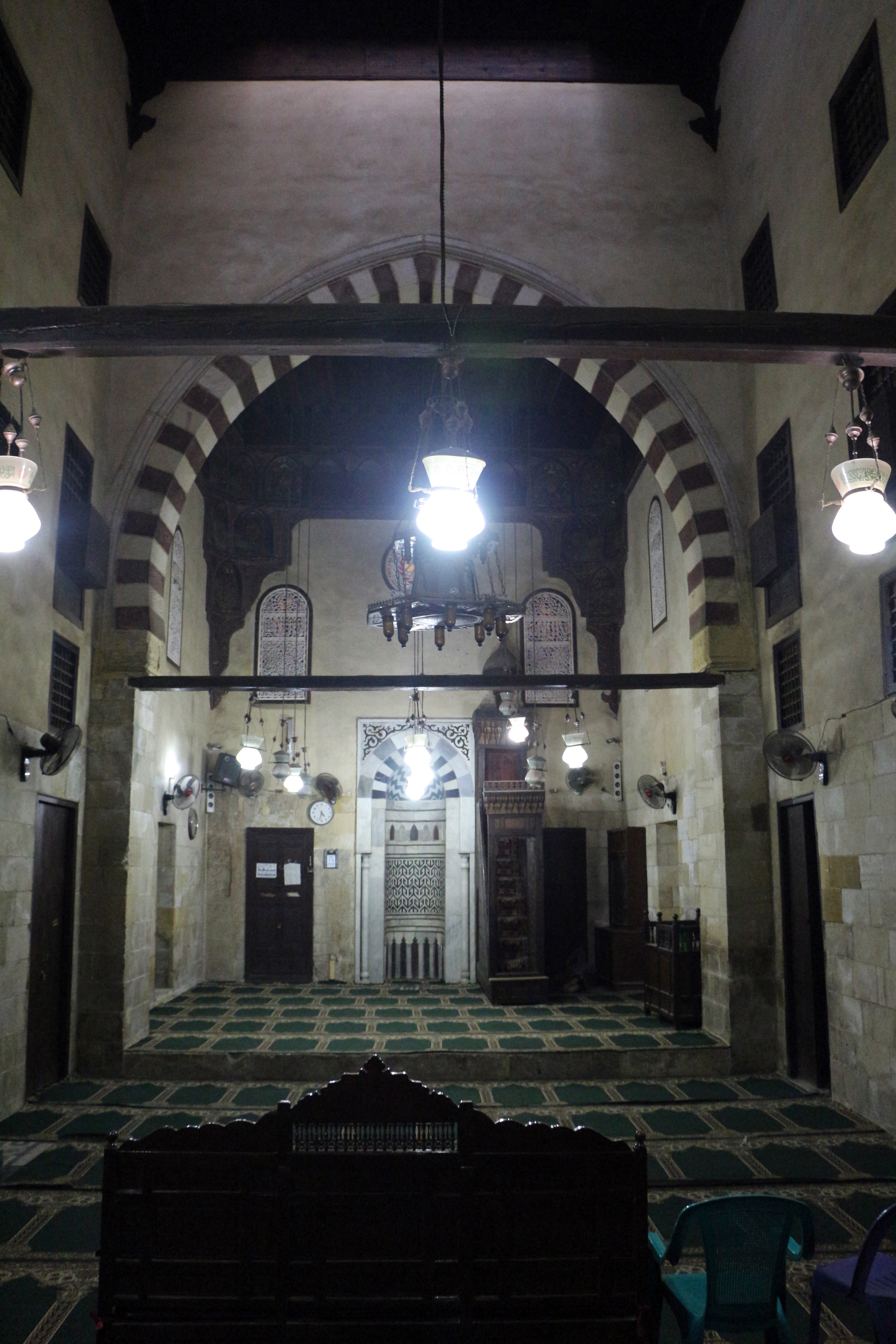
Інтер'єр мечеті, що нагадує приймальний зал (ка'а) вдома чи особняку.
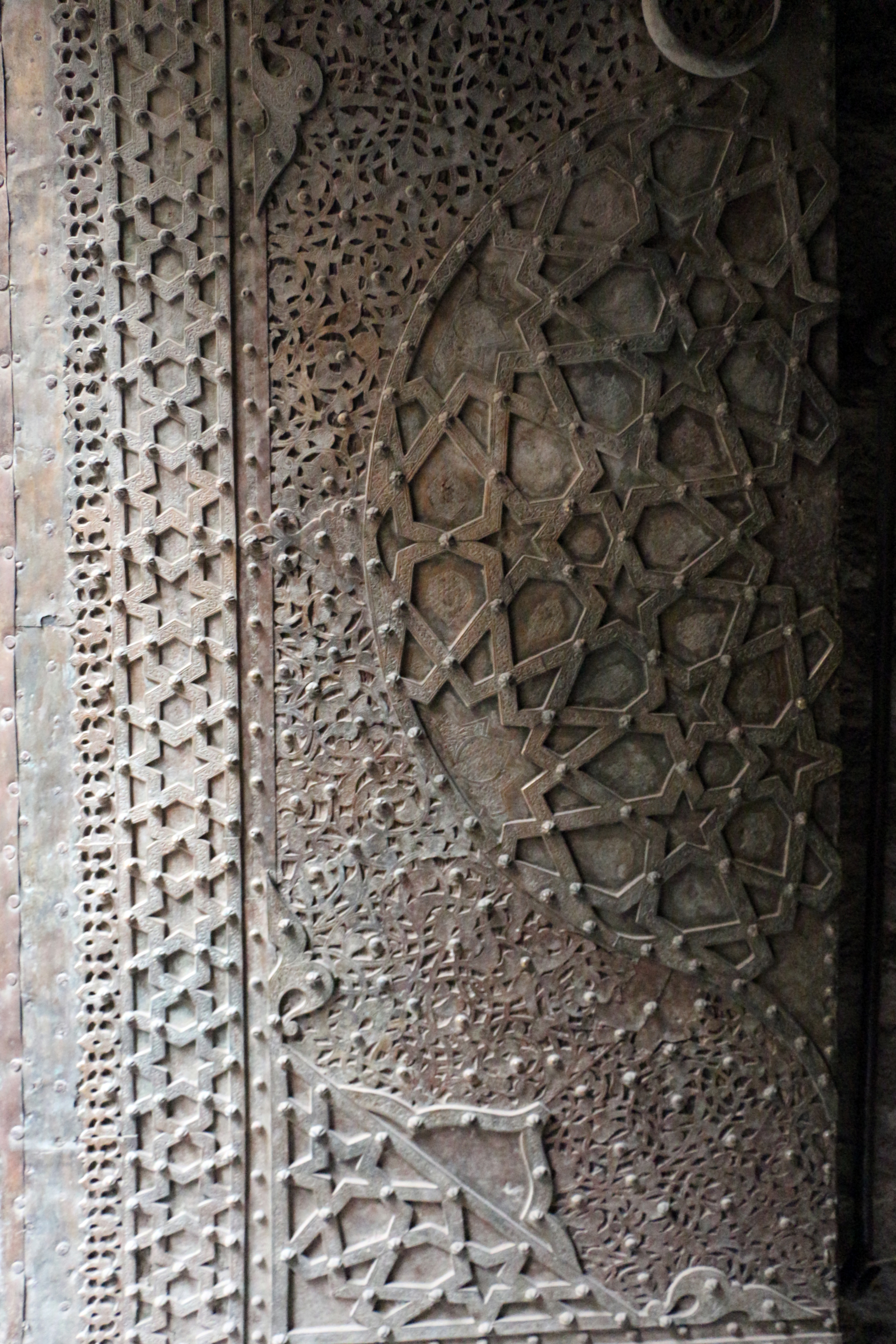
Металеві двері мечеті, прикрашені геометричними та арабесковими візерунками.